# Alfred Vitalis
Pour les articles homonymes, voir Vitalis.
Alfred Vitalis est un footballeur français né le 11 septembre 1953 à Saint-Eugène (aujourd'hui Bologhine, en Algérie). Il évoluait au poste de défenseur.

## Carrière
Alfred Vitalis débarque en France en 1962, alors qu'il a neuf ans, avec un frère et deux sœurs. Orphelin de père, avec une mère travaillant dur pour élever sa famille, il doit très vite se débrouiller un peu tout seul. Joueur de taille moyenne (1,76 m pour 68 kg), il est juniors en 1970-71 lorsqu'il est remarqué par l'entraîneur du groupe professionnel de l'AS Monaco, Jean Luciano. La concurrence étant très rude au poste d'arrière latéral gauche, sous les entraîneurs Muro, Bravo puis Forcherio, Vitalis fait un essai à Bordeaux mais, sur les recommandations de l'ex-Nantais Raphaël Santos, signe finalement au FC Tours, qui vient d'accéder à la 2e division, en juillet 1974.
Monaco ne le perd cependant pas de vue et Vitalis revient dans la Principauté à l'aube de la saison 1977-78, alors que le club monégasque vient de remonter en 1re division. Néanmoins, le nouvel entraîneur Lucien Leduc ne le connaît pas. « Je dus alors, se souvient Vitalis, conquérir ma place au cours de matches amicaux et j'y parvins puisque, en 1978, M. Leduc me fit confiance. »
Le promu monégasque, au terme d'une formidable saison, devient champion de France de 1re division en 1978. « À partir de là, les choses allèrent beaucoup mieux puisque, en 1980, Monaco remporta la coupe de France. »
Défenseur coriace et redoutable, Alfred Vitalis va ensuite devenir à nouveau champion de France en 1982, cette fois-ci en tant que libéro (à la suite de la blessure de Rolland Courbis) et capitaine de l'équipe.

## Clubs
- 1970-1974 :  AS Monaco
- 1974-1977 :  Tours FC
- 1977-1983 :  AS Monaco
- 1983-1984 :  RC Strasbourg
- 1984-1986 :  Stade raphaëlois
- 1986-1987 :  Olympique Avignon
- 1987-1988 :  FC Antibes

## Sélections
- Équipe de France A'

## Palmarès
- Champion de France en 1978 et en 1982 avec l'AS Monaco
- Vainqueur de la Coupe de France en 1980 avec l'AS Monaco
- Finaliste de la Coupe de France en 1974 avec l'AS Monaco

## Anecdotes
Lors de sa première période monégasque, Alfred Vitalis fut surnommé « le Marquis » par son entraîneur, Armand Forcherio, lorsque celui-ci apprit que les grands-parents de son joueur se nommaient Vitalis de Neuville, alors même que la particule avait été « perdue » par ses parents. Ce surnom allait devenir partie intégrante de l'histoire du joueur Alfred Vitalis.